# 판토크라토로스 수도원

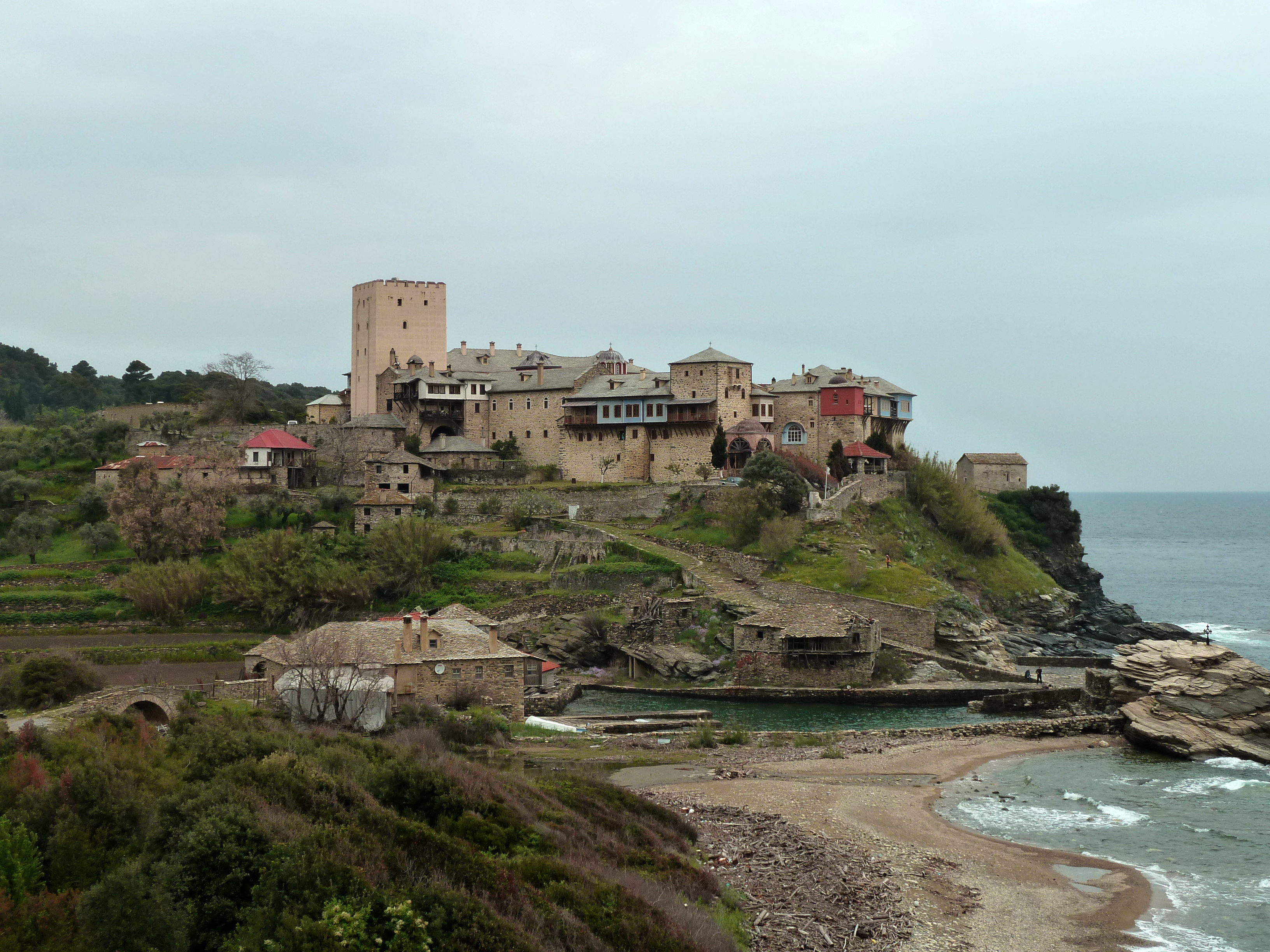

판토크라토로스 수도원(그리스어: Μονή Παντοκράτορος)은 그리스 아토스 반도의 북동측에 위치한 아토스산 수도원 주에 있는 동방정교회의 수도원으로, 예수의 변모를 향해 봉헌되었다. 이 수도원은 아토니테 수도원들의 위계서열에서 일곱 번째의 위치에 있으며, 스트라토페다르케스 알렉시오스와 프리미케리오스 요한네스에 의해 1363년에 설립되었다. 이 곳의 도서관에는 약 350권의 필사본들과 3,500권의 인쇄된 책들이 보관되어 있으며, 이 수도원의 문서들은 그리스어와 터키어로 쓰여졌다. 현재 이 수도원에는 약 17명의 수사들이 있다.

## 필사본
- 언셜 051